# Joan Botam i Casals
 (décembre 2023).
Si vous disposez d'ouvrages ou d'articles de référence ou si vous connaissez des sites web de qualité traitant du thème abordé ici, merci de compléter l'article en donnant les références utiles à sa vérifiabilité et en les liant à la section « Notes et références ».
Joan Botam i Casals, né le 21 septembre 1926 aux Borges Blanques en Catalogne et mort le 30 novembre 2023 à Barcelone, est un prêtre et capucin espagnol, qui a le nom religieux de Fra Salvador de les Borges. 
Résistant au franquisme, il est ensuite promoteur de la paix, de l'œcuménisme, et du dialogue interreligieux. Il est fondateur et président de divers organismes et institutions.

## Biographie
Après avoir fini ses études, Joan Botam i Casals travaille au Registre de la Propriété et aussi comme contrôleur de gestion à la mairie de Les Borges Blanques. En 1944 il devient novice dans l'ordre des Frères Mineurs Capucins à Arenys de Mar. En 1955, il obtient un doctorat en théologie à l'université pontificale de Salamanque et à l'université pontificale grégorienne de Rome, et en 1957, il est nommé vice-directeur (plus tard il en sera directeur) de l'École de philosophie et théologie des Frères mineurs Capucins. En 1952, il est ordonné prêtre.
Toujours intéressé par la culture catalane, son travail Arnau de Vilanova, moralista (1956) reçoit le Prix Jaume Serra i Húnter attribué par l'Institut d'études catalanes. Il s'est intéressé aussi à l'excursionnisme. En 1963, il est nommé provincial des Frères mineurs Capucins de la Catalogne. En même temps, il est le conseiller de l'institution œcuménique Pax Christi. Dès cette institution-là, il encourage des initiatives liées à la paix et à l'œcuménisme. En outre, il participe à la fondation de l'Institut Victor-Seix de polémologie, il fait partie du jury pour la remise du Mémorandum Jean XXIII et collabore très activement avec la résistance culturelle antifranquiste. Il joue un rôle essentiel dans la Caputxinada de 1966. Après cet événement, le gouverneur civil de Barcelone, Antonio Ibáñez Freire essaye de l'expulser d'Espagne, mais les autorités religieuses et le Vatican parviennent empêcher cela.
En 1984, il fonde le Centre œcuménique de la Catalogne avec l'intention de promouvoir le dialogue entre orthodoxes, anglicans, catholiques et protestants. Quelques années après, il promeut la Plate-forme interculturelle Barcelone 1992 avec l'intention de promouvoir le dialogue entre religions à la suite de la célébration des Jeux olympiques d'été de 1992 à Barcelone, et que tous les sportifs des différentes religions aient un lieu commun pour la prière. De cette façon naît le Centre Abraham, au Poblenou. En même temps, il est nommé président de l'Union des religieux de Catalogne (URC) et il est l'un des promoteurs du Premier Congrès de vie religieuse de Catalogne.
En 1997 il devient président de la Commission élaboratrice de l'avant-projet du Centre interreligieux / Service municipal d'attention à des personnes et des groupes religieux de Barcelone. En 2000, il représente Barcelone, avec Enric Capó, au Sommet du Millénaire des leaders religieux et spirituels aux Nations unies.
En 2010 il reçoit la Creu de Sant Jordi, que donne chaque année le gouvernement régional catalan, pour sa contribution au dialogue entre religions et pour promouvoir la paix, la coexistence et l'harmonie entre cultures. Il reçoit aussi le Prix en cohabitation et dialogue interreligieux du Groupe de travail stable des religions (GTER).